# Envy: A Luxe Novel
Envy: A Luxe Novel è un romanzo del 2009 della scrittrice Anna Godbersen.

## Trama
Henry Schoonmaker, il bel figlio del ricco magnate Schoonmaker, è ora sposato con Penelope Hayes, che lo ha ricattato di rivelare la sua relazione con la piccola Diana Holland. Henry però si rifiuta di dormire anche nella stessa stanza, insieme alla sua nuova moglie, mentre continua ad essere innamorato di Diana Holland. Diana Holland a sua volta ha il cuore a pezzi per il matrimonio, ma cerca di apparire allegra e spontanea ai balli ed alle feste alle quali è costretta a partecipare  al fine di preservare la reputazione della sua famiglia. Lei continua a evitare ogni confronto con Henry. Sua sorella, Elizabeth Holland, si addolora per la perdita del suo vero amore, e diventa più debole e più fragile ogni giorno. Carolina Broad, una cameriera diventata donna di mondo si accontenta di fare amicizia con un ricco signore anziano, Mr.Carey Lewis Longhorn, che continua a sostenerla finanziariamente.
I percorsi dei personaggi si intrecciano ancora una volta, quando Henry pianifica un viaggio di pesca in Florida con il suo buon amico, Teddy. Tuttavia, Penelope si autoinvita ed invita pure Carolina Broad. Ad un pranzo offerto dagli Hollands, Penelope estende l'invito ancora una volta alla ex amica Elizabeth Holland. Nel frattempo, Henry affronta Diana sulla veranda e spiega la sua situazione pietosa con Penelope. Le chiede poi di trovare un modo per incontrarlo di nascosto in Florida, dove possono eventualmente essere insieme. Quando Diana ritorna al pranzo, Elizabeth costringe Penelope a consentire alla sorella a unirsi a loro.
Da qui partono una serie di intrighi che come al solito segneranno il trionfo dell'ipocrisia e dell'inganno sull'amore.